# Rudolf Schwarz (architecte)
Pour les articles homonymes, voir Rudolf Schwarz et Schwarz.

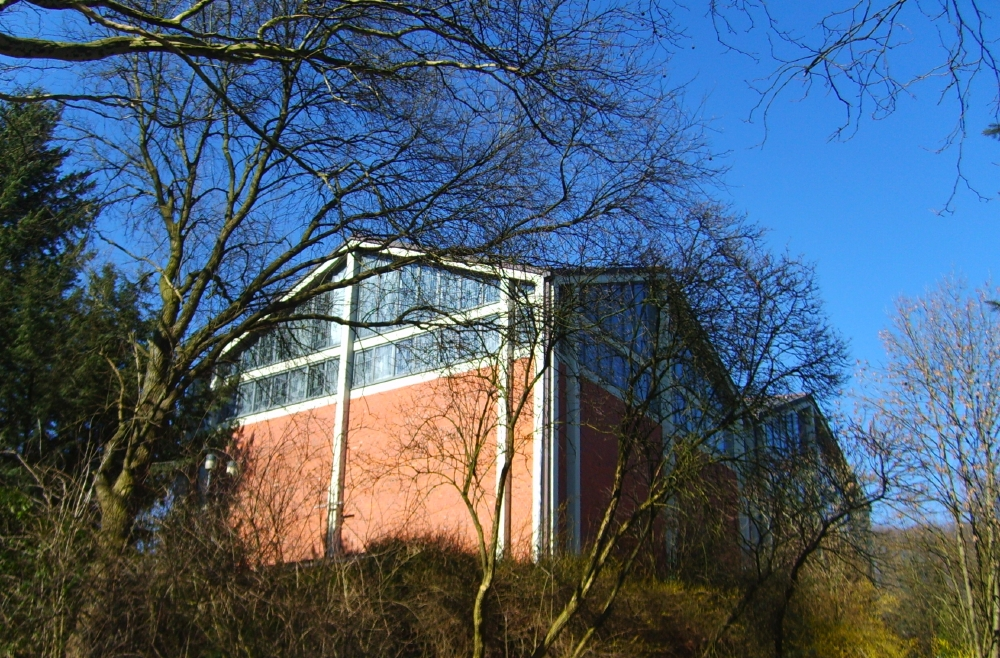
Église Saint-Pie X (Wuppertal).

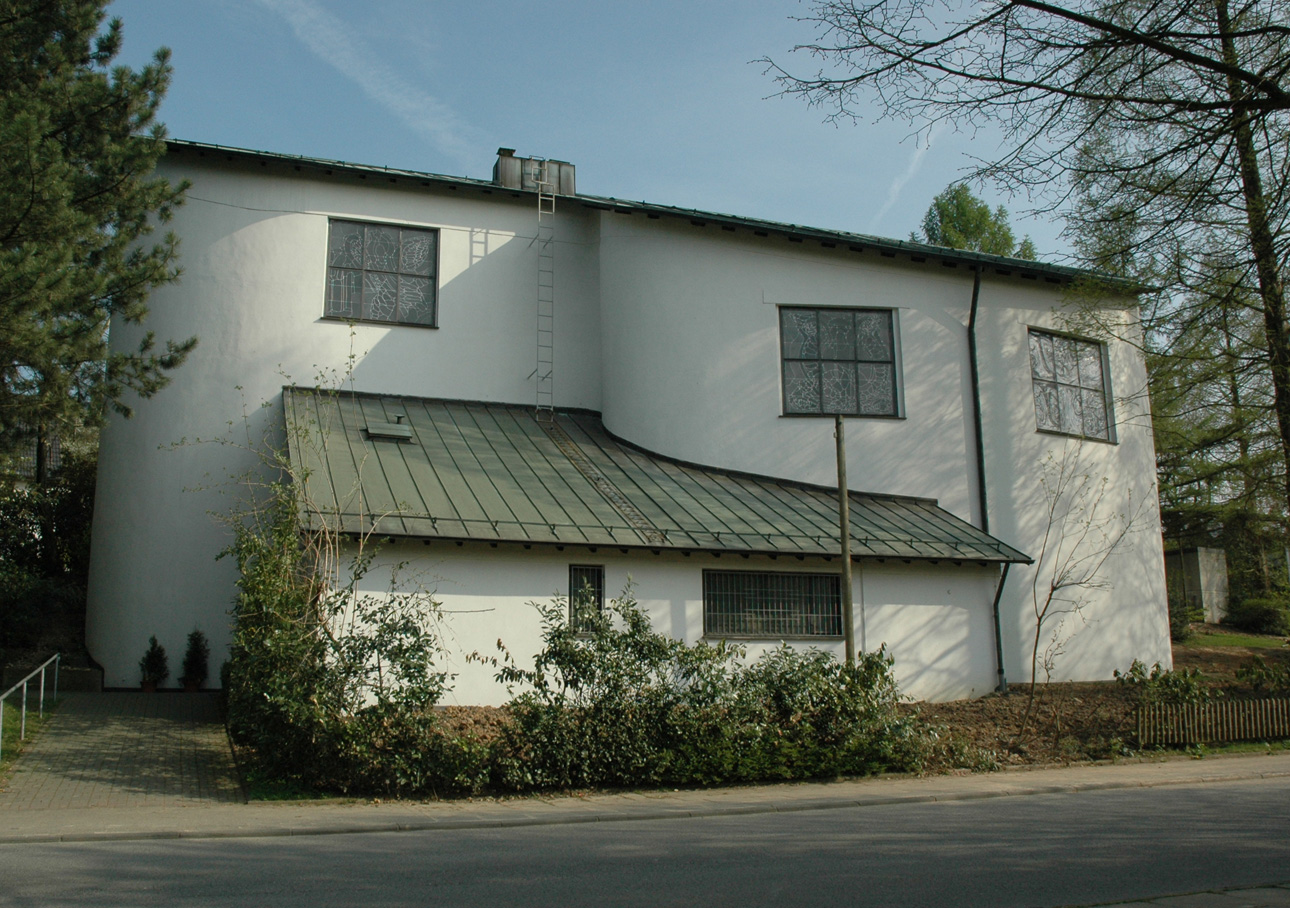
Église Saint-Ludger (Wuppertal).

Rudolf Schwarz (Strasbourg, 1897 ― Cologne, 1961), surnommé le mystique rhénan, était un architecte et urbaniste allemand, connu surtout pour avoir construit ou conçu nombre d’églises catholiques dans son pays natal et en Autriche. Cette réputation d’architecte religieux tend à reléguer à l’arrière-plan ses réalisations civiles, telles que les maisons d’habitation qu’il construisit dans les années 1930, ou ses contributions dans le domaine de la construction de théâtres. Après guerre, il joua un rôle de premier plan dans la reconstruction de la ville de Cologne détruite par les bombardements. Quoique compromis avec le nazisme, en particulier en tant qu’architecte-urbaniste agissant dans le cadre d’une politique de germanisation forcée en Lorraine française, il intervint, après la guerre, en qualité d’expert sur le traitement à donner à l’héritage architectural de l’ère nazie, notamment à Munich.

## Formation et Entre-deux-guerres
Après avoir fréquenté les cours de l'Université Humboldt de Berlin, Schwarz poursuivit à partir de 1918 des études d’architecture à l’université technique de Berlin-Charlottenburg, jusqu’au moment où il fut, peu avant la fin de la Première Guerre mondiale, requis de faire son service militaire. Impressionné par ses expériences durant la guerre, il suivit des cours de théologie catholique à l’université de Bonn. Sa thèse de fin d’études était consacrée aux Archétypes des églises de campagne rhénanes. En 1924, il fut admis comme Meisterschüler (étudiant particulièrement méritant admis à se perfectionner) auprès du professeur Hans Poelzig à l’Académie des arts de Berlin (Berliner Akademie der Künste).
Dans le même temps, Schwarz s’était engagé dans le mouvement Quickborn, mouvement de jeunesse catholique cultivant les valeurs d’épanouissement individuel, de rejet des contraintes collectives, d’autonomie des jeunes, etc. Sa qualité de coéditeur de la revue Die Schildgenossen le conduisit à entretenir des contacts intensifs avec Romano Guardini, dont il subit fortement l’influence spirituelle. C’est également à cette même époque que commencèrent ses rapports amicaux, qui devaient durer toute sa vie, avec Ludwig Mies van der Rohe. Schwarz contribua, conjointement avec d’autres membres du Bauhaus, à concevoir la transformation, dans un sens moderne, du château fort de Rothenfels (Bavière), le centre spirituel (« Jugendburg ») du mouvement Quickborn.
De 1925 à 1927, Schwarz enseigna les techniques de construction à l’Institut technique d’Offenbach ; il avait alors un atelier en commun avec Dominikus Böhm, par qui il fut durablement influencé. À partir de 1927, il fut directeur de l’école d’artisanat d’art (Kunstgewerbeschule) d’Aix-la-Chapelle, laquelle fut fermée en 1934 par les autorités nazies. Schwarz retourna à Offenbach et, à Francfort-sur-le-Main, travailla en collaboration avec Hans Schwippert ainsi qu’avec d’autres architectes, jusqu’à ce qu’il fût nommé pendant la Seconde Guerre mondiale directeur de l’Office de reconstruction (Wiederaufbauamt) en Lorraine française, récemment « libérée » par les nazis (voir plus loin).
Dans son ouvrage Vom Bau der Kirche (De l’Édification de l’église, 1938), il analyse le phénomène des Thingspiele (festivals de théâtre populaire, organisés par les mouvements de jeunesse catholique sous le 3e Reich, puis supprimés par le pouvoir nazi, car échappant trop facilement à son emprise) et leurs conséquences dans le domaine de l’architecture des lieux de rassemblement et de spectacle, en appuyant méthodiquement son analyse sur la théorie des contraires selon Romano Guardini. C’est également au sein de ces mouvements de jeunesse qu’il fit la connaissance de l’architecte Fritz Schaller ― qui devait en 1937 adhérer au NSDAP et travailler pendant la guerre pour l’avionneur Heinkel ―, que Schwarz invita à faire partie, de 1947 à 1952, de la Commission de Reconstruction de la ville de Cologne. De cette collaboration colonaise avec Schaller est né son ouvrage intitulé Das neue Köln (le Nouveau Cologne), dans lequel il entend mettre en avant des conceptions alternatives s’opposant à l’urbanisme fonctionnaliste du CIAM.

## Guerre et projets d’urbanisme en Lorraine
Rudolf Schwarz, qui avait été engagé en 1941 dans le Externe Wiederaufbauamt de Château-Salins, exerça ses activités tout d’abord dans la région du Saulnois, qui avait dans une large mesure été dépeuplée par l’expulsion de sa population francophone. Il est opportun de rappeler que l’Allemagne nazie avait, après l’annexion de fait de la Lorraine en 1940, expulsé, souvent avec brutalité, une centaine de milliers de personnes de langue maternelle française (c’est-à-dire, dans certains villages, jusqu’à 80 % des habitants), ces expulsions venant s’ajouter aux plus de 100 000 (les estimations oscillant entre 160 000 et 314 000 personnes, soit, pour l’hypothèse haute, jusqu’à 45 % de la population totale) qui avaient déjà fui la région durant la campagne militaire de 1940 et qui ne devaient réintégrer leurs foyers qu’à l’issue de la guerre. Dans la foulée des expulsions fut mise en œuvre une politique de germanisation (Volkstumspolitik), tendant à attirer en Lorraine des fermiers et travailleurs de souche allemande (« deutschstämmig ») venus d’Allemagne ou d’Europe de l’est, par exemple de la Bucovine. Il n’est pas exagéré de dire que cette politique de repeuplement (Umvolkungspolitik) est analogue, abstraction faite des génocides, à celle appliquée en Europe de l’est pendant la même période. De la même façon qu’à l’est également, cette politique se fondait sur des travaux scientifiques réalisés avant la guerre dans des contextes différents, notamment ceux de Christaller, et employait des architectes et urbanistes, lesquels, quoique ne pouvant pas tous être qualifiés de nationaux-socialistes fanatiques, se laissèrent, avec une naïveté plus ou moins grande, mettre au service d’une politique dont le dessein était loin d’être purement urbanistique. 
À Château-Salins, Schwarz étudia méticuleusement l’état des lieux en matière de bâti ainsi que l’agencement typique du village lorrain. Quoique préconisant une intégration des espaces villageois traditionnels, les plans d’aménagement qu’il établit en 1941 (et qui ont été conservés) contredisaient ce souci et prévoyaient de modifier assez fortement la physionomie des villages. Dans ce secteur, il proposa ainsi trois projets de villages « d’ordre nouveau », pour les communes rurales de Bellange, Dalhain et Vannecourt.

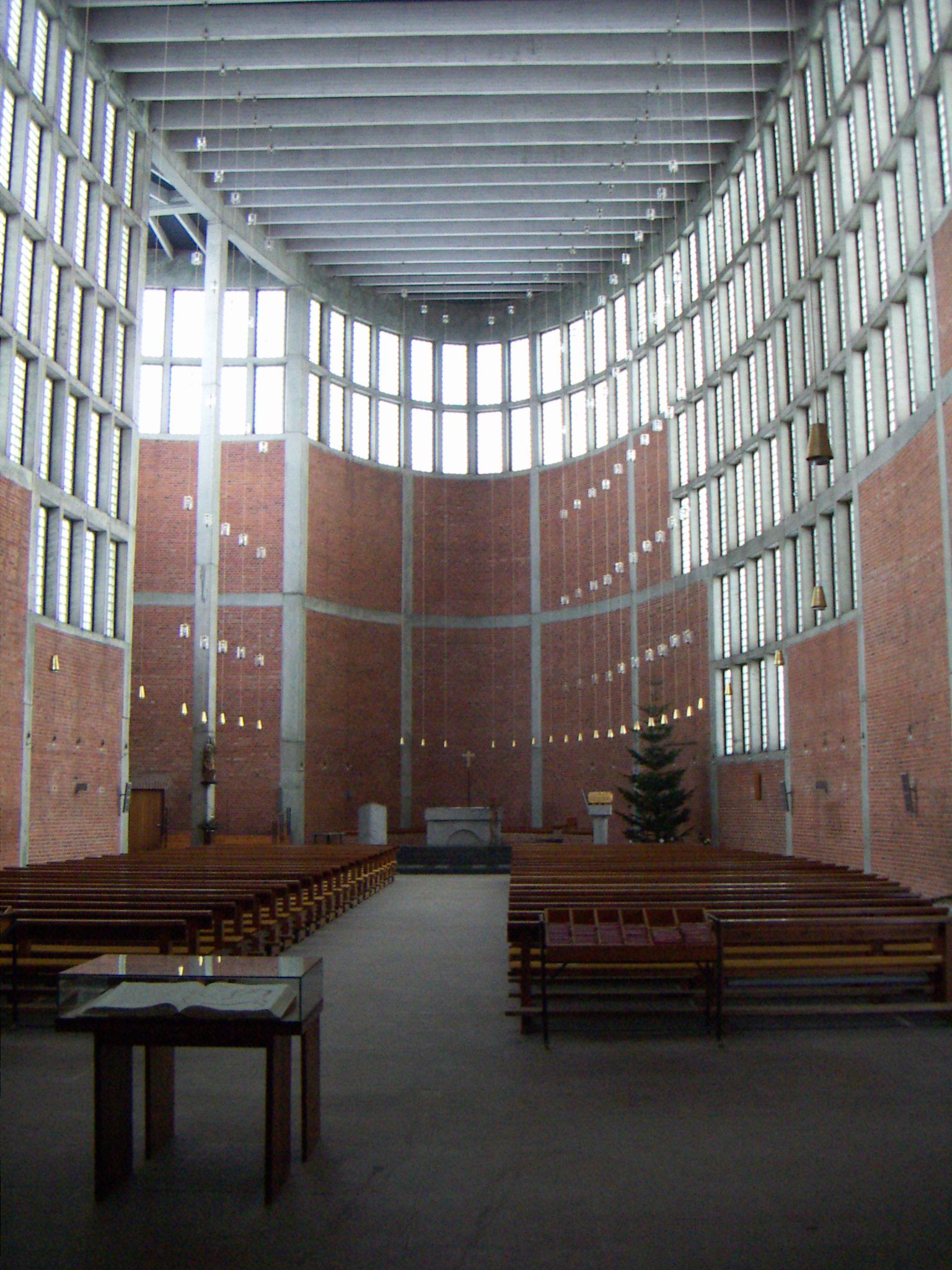
Église Sainte-Thérèse à Linz.

En janvier 1942, Schwarz devint directeur de l’office d’aménagement de Thionville (Planungsstelle Diedenhofen), son champ d’action se déplaçant ainsi vers une région renfermant, outre quelques villages de campagne, principalement des localités industrielles, qui avaient, en raison des nécessités de la production de guerre, gardé en partie leurs populations d’origine, et comprenaient d’autre part de nombreux travailleurs de souche étrangère (« fremdstämmig »), dont les effectifs devaient encore s’accroître par la suite par l’arrivée de travailleurs obligatoires d’Europe de l’est. La politique de reconstruction et de repeuplement n’allait connaître un commencement de mise en œuvre qu’à partir de 1942-1943 ; les plans, qui en fait reprenaient ceux tracés dès après la guerre franco-prussienne et développés plus avant jusqu’en 1939, prévoyaient, selon les vœux de l’industrie, le réaménagement de la région en grand bassin industriel par la mise en place d’infrastructures adéquates et de zones résidentielles. La mission de Rudolf Schwarz se bornait à la création de logements, travail au cours duquel il s’appliquait à attacher aux sites industriels assainis les travailleurs lorrains de souche étrangère, tout en les tenant éloignés des zones d’habitation, plus généreusement pourvues, destinées aux travailleurs de souche allemande ; quant aux travailleurs forcés est-européens et les prisonniers de guerre, ils étaient simplement hébergés, à l’écart de la population locale, dans des cantonnements de masse. Dans le désaccord qui, au sein des autorités nazies chargées de la mise en œuvre de cette politique territoriale, existait entre ceux qui, comme le Gauleiter Josef Bürckel, estimaient qu’il fallait, pour élever un « rempart humain » de fermiers et de travailleurs, se laisser guider par la langue des Lorrains, et ceux qui, en particulier à la tête de la SS, nourrissaient une vision anthropologique raciale, et ne dédaigneraient pas le cas échéant d’inclure des Lorrains aryens francophones, Schwarz, manifestement, se rangeait aux conceptions racistes des SS, à telle enseigne qu’il lui prit de se plaindre de la présence dans son bassin industriel d’un ramassis de peuples (« völkischer Schutt »), que l’on avait jusqu’alors négligé d’examiner selon des critères raciaux ; les recensements qui prennent en compte l’appartenance linguistique aboutiraient, estimait-il, à un tableau entièrement faux du point de vue racial (« ein rassisch ganz falsches Bild »). En tout état de cause, il était prévu de remplacer progressivement les travailleurs de souche étrangère par des travailleurs de souche allemande en provenance de la Sarre allemande.
Après avoir préalablement procédé, auprès des administrations locales, à des relevés statistiques sur les besoins en logement et sur l’évolution démographique, et avoir interrogé les entreprises sur leurs projets de développement et sur les déplacements domicile-travail de leurs travailleurs, Schwarz élabora le concept nouveau d’une Aire urbaine de Thionville (« Stadtlandschaft Diedenhofen »). Prenant en considération que les mineurs parcouraient généralement de faibles distances, et que les ouvriers sidérurgistes venaient au contraire au travail d’assez loin, Schwarz projeta, au-dedans de son aire urbaine, à des distances entre un et quatre kilomètres des usines, de nouveaux noyaux d’habitation de 2500 habitants chacun, composés à 90 % de maisons individuelles avec jardin, selon le concept de cité linéaire imaginé par Arturo Soria y Mata, concept qui fit l’objet de beaucoup de discussions jusque dans les années 1930, et avait été mis en application dans un certain nombre de villes soviétiques.
Après la dissolution du bureau d’aménagement de Thionville en juin 1943, Schwarz devint le directeur de la nouvelle Planungsstelle Metz, dont la compétence englobait son champ d’action précédent. Les plans d’aménagement qu’il élabora en 1943 pour six localités autour de Metz comportent, à l’instar de ses plans pour le Saulnois, des interventions importantes dans la structure des villages, traçant par exemple, dans tel village, en plein milieu de la localité, un ensemble de maisons ouvrières qui échouent visiblement à faire corps avec le reste ; cependant, de façon générale, il s’efforçait de concevoir ses plans en fonction d’une vision globale du village.
En 1943 et 1944, Schwarz établit également, selon les mêmes normes que pour Thionville, un plan de réaménagement pour le bassin houiller de St.-Avold et de Forbach, lequel plan ne fut plus exécuté.
En mars 1944, il se vit confier la direction de la Planungsstelle Saarbrücken, officine chargée de planifier la reconstruction de Sarrebruck, de Frankenthal et de Ludwigshafen.
Enrôlé dans la Wehrmacht en septembre 1944, il revint des camps de prisonniers en 1946.

## Après-guerre
Après la guerre, c’est sous sa direction que l’église Saint-Paul (Paulskirche) de Francfort, symbole national et un des berceaux de la démocratie allemande, fut reconstruite, et put être inaugurée en 1949. L’espace intérieur en particulier fut fortement remanié par Schwarz, tendant à faire de l’édifice un lieu ouvert sur le monde et à illustrer son rejet de la pompe dictatoriale de l’architecture nazie ; Schwarz devait déclarer que l’édifice avait « atteint une austérité et une sobriété telles qu’aucune parole fausse n’y sera désormais possible ».
Appelé, sitôt revenu des camps de détention, à codiriger, en 1946, la reconstruction du centre de Cologne, il résolut de faire renaître dans le centre-ville, autour de ses douze églises romanes, des quartiers d’habitation ayant chacun son caractère propre. Certains bâtiments anciens, tels que le Gürzenich (XVe siècle), furent reconstruits. En outre, il reçut mission en 1949 de mettre au point un plan de réaménagement (Neugestaltungsplan) pour la grande agglomération industrielle de Cologne ; fait notable, il appuya ce plan explicitement sur les travaux qu’il avait auparavant effectués pour l’aire urbaine de Thionville.
De 1953 à 1961, il enseigna à l’académie des Beaux-Arts de Düsseldorf, où, prenant part au débat sur le Bauhaus de 1953, il s’opposa ouvertement à Walter Gropius, puis rompit définitivement avec lui et avec les représentants du fonctionnalisme.
En 1954, il épousa sa collaboratrice d’alors, l’architecte Maria Lang, laquelle poursuivit après sa mort les activités du bureau d’architectes Schwarz und Partner et s’appliqua, avec ses collaborateurs, à achever un grand nombre des vingt constructions que Schwarz avait projetées, parmi lesquelles dix églises. Maria Schwarz s’engagea pour la préservation et, au besoin, pour la transformation des édifices de son mari, ce qui lui valut en 2008 d’être nommée, à l’âge de 86 ans, membre d’honneur de l’association colonaise Architekturforum Rheinland.

## Réalisations (sélection)
Environ 60 % de ses œuvres sont des édifices religieux. Ses ouvrages civils datent principalement de ses jeunes années.
- Croix funéraire en hommage aux combattants morts à la Première Guerre mondiale, à Alsdorf-Mariadorf (1929)
- Soziale Frauenschule (établissement scolaire), à Aix-la-Chapelle 1929/1930, en collaboration avec Hans Schwippert
- Église du Saint-Sacrement (Fronleichnamskirche), à Aix-la-Chapelle (1930) [5]
- Reconstruction de l’église Notre-Dame (Liebfrauenkirche) de Trèves (de 1946 à 1950)
- Reconstruction de l’église Saint-Paul (Paulskirche), à Francfort (de 1947 à 1948)
- Reconstruction de la halle gothique dite Gürzenich à Cologne (jusqu’en 1955)
- Église Sainte-Anne (Annakirche) à Düren (de 1951 à 1956)
- Musée Wallraf-Richartz (ancien bâtiment) à Cologne (1953–57)
- Église Saint-Michel (St. Michael) à Francfort-Nordend (1953) (réaménagée par Maria Schwarz en chapelle funèbre et en baptistère)
- Église Saint-Albert-le-Grand (St. Albertus Magnus) à Andernach (1954)
- Église Saint-André (St. Andreas) à Essen-Rüttenscheid (de 1954 à 1957)
- Église Sainte-Vierge-Marie-Reine (Maria Königin) à Sarrebruck (de 1956 à 1959)
- Église Saint-Pie X (Sankt Pius X.) à Wuppertal (1960–64)
- Église Saint-Ludger (Sankt Ludger) à Wuppertal (1961–64)
- Église Saint-Boniface (St. Bonifatius) à Aix-la-Chapelle (1961)
- Église Sainte-Thérèse (St. Theresia) à Linz, Autriche (1961)
- Église Saint-Michel (Sankt-Michaels-Kirche) à Berlin-Ouest (1965)
- Église Saint-Raphael (St. Raphael) à Berlin-Gatow (1965, posthume ; démolie en 2005)[6]

## Prix et distinctions
- 1951 : Croix d'officier de l'ordre du Mérite de la République fédérale d'Allemagne
- 1952 : Prix Fritz Schumacher
- 1958 : Grand Prix des arts du Land de Rhénanie-du-Nord-Westphalie

## Documentation
- Le photographe Albert Renger-Patzsch (1897-1966), après avoir collaboré avec Rudolf Schwarz à la création de l’ouvrage Wegweisung der Technik, premier tome des Aachener Werkbücher, a photographié les édifices construits par Rudolf Schwarz : la Soziale Frauenschule, à Aix-la-Chapelle ; la Haus der Jugend (maison de la jeunesse), à Aix-la-Chapelle-Burtscheid ; l'église St. Fronleichnam à Aix-la-Chapelle. Ces photographies constituent un ensemble important de documents sur l’architecture moderne en Allemagne au XXe siècle. Voir Publications.

## Publications
- Wegweisung der Technik, paru début 1928 comme tome premier des "Aachener Werkbücher", avec 14 planches photographiques d'Albert Renger-Patzsch, édité fin 1928 chez Müller & Kiepenheuer, Potsdam ; réédition en facsimile, éditée par Maria Schwarz, Cologne, et Ann et Jürgen Wilde, Zülpich, avec une post-face de Wolfgang Pehnt et des notices biographiques de Rudolf Schwarz et Albert Renger-Patzsch, parue chez Buchhandlung Walther König, Cologne 2008.
- Vom Bau der Kirche, éd. Schneider-Verlag, Heidelberg 1947 (1re éd. Wurtzbourg 1938)  (ISBN 3-7025-0376-5).
- Von der Bebauung der Erde, éd. Schneider-Verlag, Heidelberg 1949  (ISBN 3-7025-0521-0).
- Kirchenbau: Welt vor der Schwelle, éd. Kerle-Verlag, Heidelberg 1960  (ISBN 3-7954-1961-1) (réimpression).
- Denken und Bauen, éd. Kerle-Verlag, Heidelberg 1963.
- Der verdoppelte Mensch, dans Bruno E. Werner, Neues Bauen in Deutschland, Munich, éd. Bruckmann 1952, p. 18–19